# Skräddarskog
Skräddarskog (finska: Lieviö) är en by i Lojo i sydvästra Finland. Tidigare tillhörde byn Sjundeå kommun. Skräddarskog är den sydostligaste byn i Lojo och den har en gemensam gräns mellan byn Kaffelandet i Sjundeå. Största delen av Skräddarskog består av landsbygd.
Den närmaste skolan är skolan Muijalan koulu i stadsdelen Muijala. Närliggande skolan Nummenkylän koulu stängdes permanent år 2021. I Skräddarskog finns bland annat föreningshuset Lieviön seuratalo (Skräddarskogs föreningshus).